# Intercambio kula

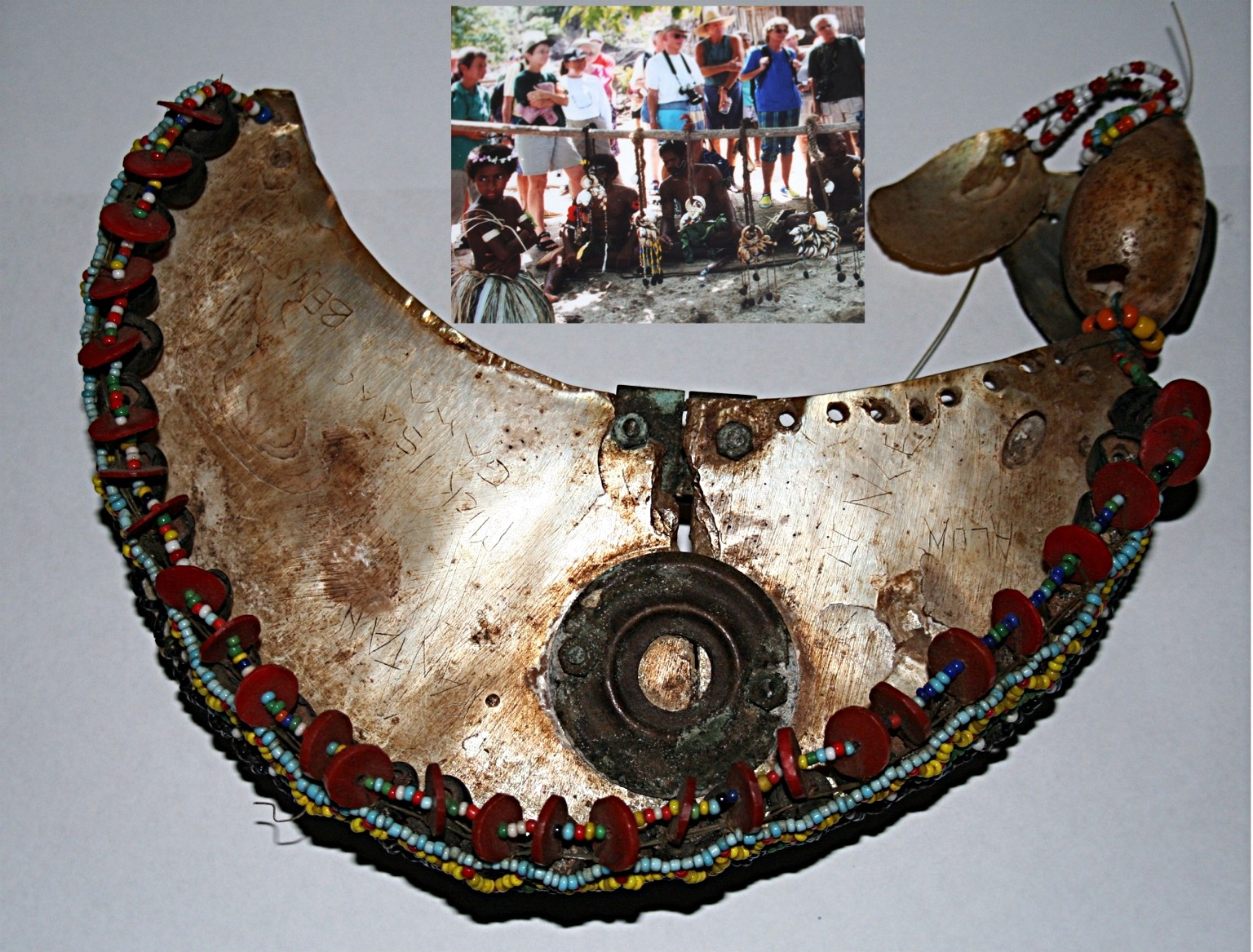
Un collar Soulava o Veigun.

El Kula, conocido también como circuito kula o intercambio kula, es un intercambio ceremonial que se realiza entre los pobladores de la provincia neoguineana de Milne Bay. Comprende a dieciocho comunidades isleñas del archipiélago de Massim, incluidas las islas Trobriand, e involucra a miles de individuos. Según los datos ofrecidos por Bronislaw Malinowski —quien documentó la práctica a principios del siglo XX—, los participantes en el kula debían viajar en sus canoas algunos cientos de kilómetros en el sentido en que lo imponía el artículo que se había propuesto intercambiar con otros participantes del circuito. 
Los artículos que se intercambian en el Kula son dos. Unos eran gargantillas de concha que los trobriandeses llamaban veigun o soulava, los mismos que circulaban hacia el norte en el circuito, en la dirección de las manecillas del reloj. Los otros eran pulseras hechas con pequeñas conchas que recibían el nombre de mwali, cuyo sentido de circulación era inverso. Si el intercambio entre dos personas era abierto con un collar soulava, aquel que lo recibía estaba obligado a corresponder con un brazalete mwalli. Las condiciones de la participación en el circuito de intercambio variaban de región en región. Malinowski señalaba que en las islas Trobriand, los jefes monopolizaban el kula, mientras que en Dobu cualquier hombre podría participar. 
Los objetos que se intercambian en el Kula son piezas sin valor de uso —aunque en algunas ocasiones, señalaba Malinowski, son empleadas como adornos corporales en ciertas celebraciones religiosas de los Trobriandeses—, las mismas que sirven para establecer relaciones sociales y adquirir prestigio social. Las costumbres y tradiciones que acompañan este intercambio de dones está cuidadosamente preescrito en el sistema cultural de los pueblos que intervienen en él, especialmente en lo que se refiere a las idealmente prolongadas relaciones que sostienen los compañeros en el intercambio —llamados karayata—. El acto de regalar, como escribía Marcel Mauss en su Ensayo sobre el Don, es un dispositivo que engrandece al donante, un acto en el que el don es acompañado de muestras de exagerada modestia donde el valor de lo dado es rebajado visiblemente. Como el compañerismo, el don implica fuertes relaciones de correspondencia y hospitalidad, protección y asistencia mutuas. De acuerdo a los muyuw, una buena relación Kula puede ser entendida como un matrimonio. Por ello, como citaba Malinowski en Los argonautas del Pacífico Occidental, los trobriandeses suelen decir que una vez en el Kula, siempre en el Kula'.
Los objetos kula rara vez permanecen por mucho tiempo en posesión de quienes los reciben. Deben pasarlos a otros compañeros en el circuito luego de un cierto período, razón por la cual los mwalli y los soulava están en constante circulación en el intercambio. A pesar de ello, la posesión temporal de los objetos kula trae a sus poseedores cierto prestigio; pero es también el objeto de intercambio el que aumenta de valor simbólico con las transacciones, teniendo cada objeto una historia detallada de su procedencia y los hombres que han estado en posesión de dicho objeto. Los jefes más importantes en el intercambio pueden tener cientos de compañeros en el mismo, en tanto que los hombres con menor peso en la trama social suelen tener una docena o menos de ellos, dependiendo del tamaño de sus redes sociales. En su obra La gran transformación, Karl Polanyi describe y analiza el intercambio kula como ejemplo de redistribución sin beneficio, como preparación para la exposición de la tesis de que la economía está, hasta la era de la economía de mercado, supeditada a la organización social, nunca al revés.